# Podwołoczyska (gmina)
Podwołoczyska – dawna gmina wiejska w powiecie skałackim województwa tarnopolskiego II Rzeczypospolitej. Siedzibą gminy było miasto Podwołoczyska, które stanowiło odrębną gminę miejską (podczas okupacji 1941–44 pozbawione praw miejskich i włączone do gminy).
Gminę utworzono 1 sierpnia 1934 r. w ramach reformy na podstawie ustawy scaleniowej z dotychczasowych gmin wiejskich: Dorofijówka, Korszyłówka, Mysłowa, Rosochowaciec, Staromiejszczyzna, Supranówka i Zadnieszówka.
Pod okupacją do gminy dołączono natomiast pozbawione praw miejskich Podwołoczyska.
Po II wojnie światowej obszar gminy znalazł się w ZSRR.